# Sara Agrež
Sara Agrež (* 9. Dezember 2000 in Žalec) ist eine slowenische Fußballspielerin, die seit dem 4. Januar 2024 Vertragsspielerin des 1. FC Köln ist und seit 2017 für die slowenische A-Nationalmannschaft spielt.

## Karriere

### Vereine
Agrež startete ihre Karriere bei ŽNK Žalec und wechselte in der Winterpause 2014/15 zum ŽNK Rudar Škale. Bei Škale konnte sie sich im Alter von 16 Jahren für die erste Mannschaft empfehlen und feierte ihr Debüt am 12. März 2017 im slowenischen Pokal. Beim 1:0-Sieg über den ŽNK Ankaran erzielte sie den entscheidenden Treffer. Nach ihrer Debütsaison, in der sie in sieben Spielen zum Einsatz kam, wechselte sie zu ŽNK Radomlje und unterschrieb ein Jahr später beim Ligarivalen ŽNK Pomurje Beltinci. Am 10. Mai 2019 wechselte Agrež nach Deutschland zum Bundesligisten 1. FFC Turbine Potsdam. Zur Saison 2022/23 wechselte Agrež zum VfL Wolfsburg. Nachdem die VfL-Verantwortlichen sich mit der Abwehrspielerin auf eine vorzeitige Auflösung ihres noch bis Juni 2025 gültigen Arbeitspapiers geeinigt hatten, wechselte sie in der Winterpause der Saison 2023/24 zum 1. FC Köln.

### Nationalmannschaft
Nachdem sie davor bzw. auch noch zu dieser Zeit unter anderem für die slowenischen U-19-Juniorinnen aktiv gewesen war, wurde sie am 25. Mai 2017 zum ersten Mal in die slowenische Fußballnationalmannschaft berufen.

## Erfolge
Nationalmannschaft
- Istrien-Cup-Sieger 2019

VfL Wolfsburg
- DFB-Pokal-Sieger 2023

## Sonstiges
Agrež machte im Sommer 2018 ihre Matura am Gimnazija Šiška in Ljubljana.